# Сікоцу (озеро)

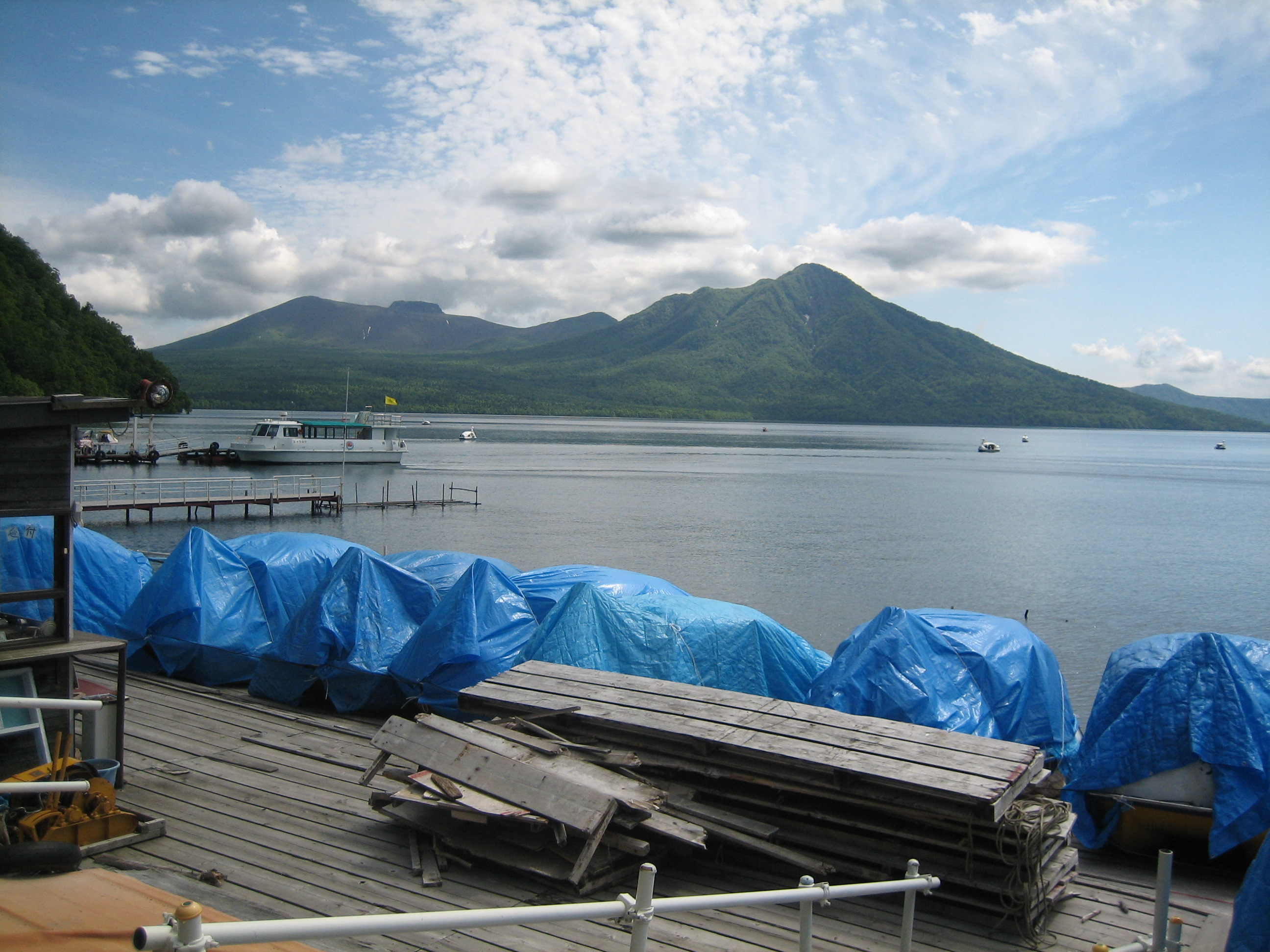
Озеро Сікоцу на тлі гори Тарумае.

Озеро Сікоцу (яп. 支笏湖; shikotsu-ko) — кратерне озеро в Японії в місті Тітосе, префектурі Хоккайдо. Лежить у межах Національного парку Сікоцу-Тоя.

## Географія
Озеро Сікоцу розкинулось у південно-західній частині острова Хоккайдо. Середня глибина озера становить 265 м, а максимальна — 363 м, що робить його другим за цим показником у Японії після озера Тадзава. За площею поверхні водойма посідає 8-е місце в Японії, а серед кратерних озер — 2-е, поступаючись лише озеру Куссяро. Його оточують три вулкани: гора Еніва на півночі й гора Фуппусі та гора Тарумае на півдні. Кальдера утворилась в епоху голоцену, коли земля між вулканами просіла.
Завдяки глибині озера його об'єм сягає 3/4 об'єму озера Біва, яке є найбільшим у Японії, попри те що площа поверхні становить лише 1/9. Через невелике відношення площі поверхні до глибини, температура озера лишається приблизно однаковою впродовж усього року, що робить його найпівнічнішим серед озер, які майже завжди позбавлені криги. В озеро впадають такі річки, як: Біфуе, Окотампе, Нінару і Фуренае, а витікає річка Тітосе.

## Геологія
Кальдера озера утворилась 40 — 50 тис. років тому. Згідно з Global Volcanism Program кальдера утворилась 31 — 34 тис. років тому під час одного з найбільших впродовж четвертинного періоду вивержень на Хоккайдо. Кальдера складається переважно з дациту, ліпариту і андезиту. Вулкани Тарумае, Еніва і Фуппусі сформувались по краях цієї кальдери.

## Походження назви
Назва озера Сікоцу походить від айнського слова сікот, що означає «пониження» або «впадина». Для японців ця назва звучала дуже подібно до «мертві кістки» (яп. 死骨; shikotsu). Отож вони спробували перейменувати водойму на енґі, але ця назва не прижилась.

## Використання
Озеро відоме завдяки рибі Нерці (місцева назва — «тіппу»), яку сюди перенесли з озера Акан у 1895 році. Вона стала відомим місцевим продуктом, а риболовля на неї — улюбленою літньою розвагою. Крім того до послуг відвідувачів туристичний центр, кілька таборів і гарячі джерела.

## Транспорт
Траса національного значення 276 пролягає вздовж південного берега, з'єднуючи озеро з містами Томакомай і Дате. Траса 453 з'єднує східну і північну частини озера з Саппоро.
Діють автобусні маршрути від міста Тітосе до озера. Автобуси Хоккайдо-Тюо ведуть від озера Сікоцу до станції Тітосе і Нового аеропорту Тітосе.